# 梅爾西克峰
梅爾西克峰（英語：Mercik Peak），是南極洲的山峰，位於杜費克海岸，處於韋爾斯山東北面13公里，海拔高度1,425米，屬於奧拉夫王子山脈的一部分，由美國南極名稱諮詢委員以地理學家命名，現時由南極條約體系管理。